# フアン・アクーニャ
フアン・アクーニャ・ナジャ（Juan Acuña Naya、1923年2月14日 - 2001年8月30日）は、スペイン・ア・コルーニャ出身の元サッカー選手。ポジションはゴールキーパーだった。
1940年代のスペインを代表する選手。1950 FIFAワールドカップのスペイン代表メンバーでもある。

## クラブ経歴
1938年から1955年の17年もの間、デポルティーボ・ラ・コルーニャに在籍した選手。現役時代にはサッカー選手には見合わない体重の影響で怪我が絶えなかった。当時のスペインを代表する選手で、サモラ賞受賞回数4回はアントニ・ラマレッツ、ビクトル・バルデスに次ぐ歴代第2位である。
1950 FIFAワールドカップにも参加しているが、正GKの座はラマレッツに奪われたため、出場機会はなかった。

## タイトル
- サモラ賞 : 4回 (1941-42, 1942-43, 1949-50, 1950-51)